# Künstlervereinigung Hakubakai

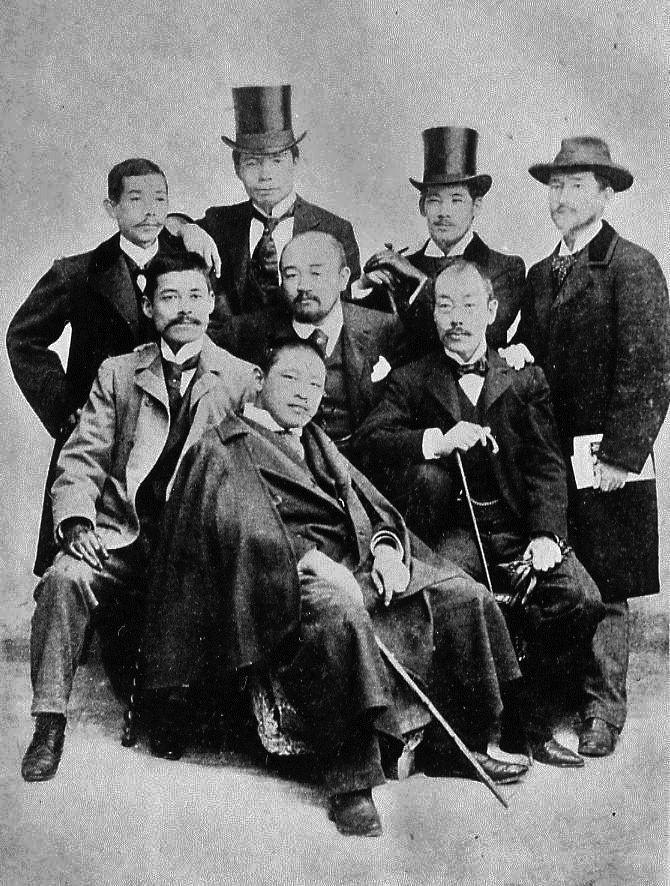
Mitglieder der Hakubakai 1900 in Paris）

Die Künstlervereinigung Hakubakai (japanisch 白馬会, Hakubakai) war eine japanische Künstlervereinigung, die gegen Ende des 19. Jahrhunderts in Japan die Malerei und Bildhauerkunst im „Westlichen Stil“ (Yōga) propagierte.

## Übersicht
Die Künstlervereinigung Hakubakai wurde im September 1896 von einer Gruppe von Malern, Bildhauern und Druckkünstlern unter der Leitung von Kuroda Seiki (1866–1924) und Kume Keiichirō (1866–1934) gegründet, die unzufrieden waren mit der „Meiji Art Association“ (明治美術会, Meiji Bijutsu-kai) wegen derer bürokratischen Organisation und ihrem akademischen Stil. Auch die Kritiker Yoshioka Hōryō (吉岡 芳陵) und Iwamura Tōru (岩村 透; 1870–1917) schlossen sich der Vereinigung an.
Die Richtung der Künstlervereinigung war, sich auf den von Kuroda, Kume und anderen eingeführten französischen, hellen Pleinair-Stil zu konzentrieren. Ihre Aktivitäten begannen im Oktober desselben Jahres, als sie gemeinsam mit der von Okakura Kakuzō geleiteten „Japan Painting Association“ (日本絵画協会, Nihon Kaiga kyōkai) ihre erste Ausstellung veranstaltete.
Bis zur Auflösung 1910 veranstaltete die Hakubakai 13 Ausstellungen. Während dieser Zeit schufen Maler wie Yamamoto Hōsui (1850–1906), Nagahara Kōtarō (長原 孝太郎; 1864–1930), Fujishima Takeji (1867–1943), Kobayashi Mango (小林 万吾; 1870–1947), Wada Eisaku (1874–1959) und Aoki Shigeru (1882–1911) sowie die Bildhauer Ogura Sōjirō (小倉 惣次郎; 1845–1913) und Kikuchi Chōtarō (菊地鋳太郎; 1859–1944) Meisterwerke, die nach und nach die Meiji Art Association übertrumpften und zum Mainstream der Kunstwelt wurden.

## Bilder

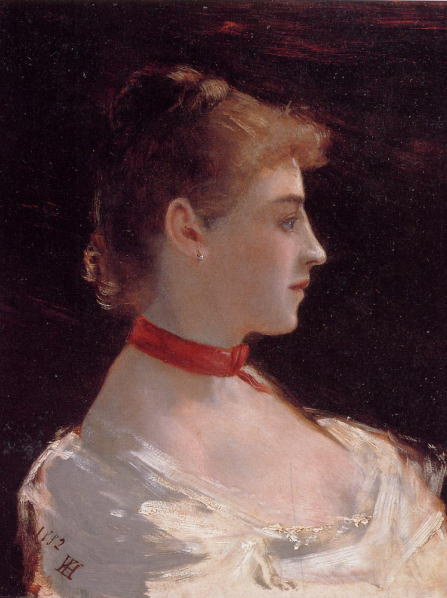
Bildnis der Judith Gautier
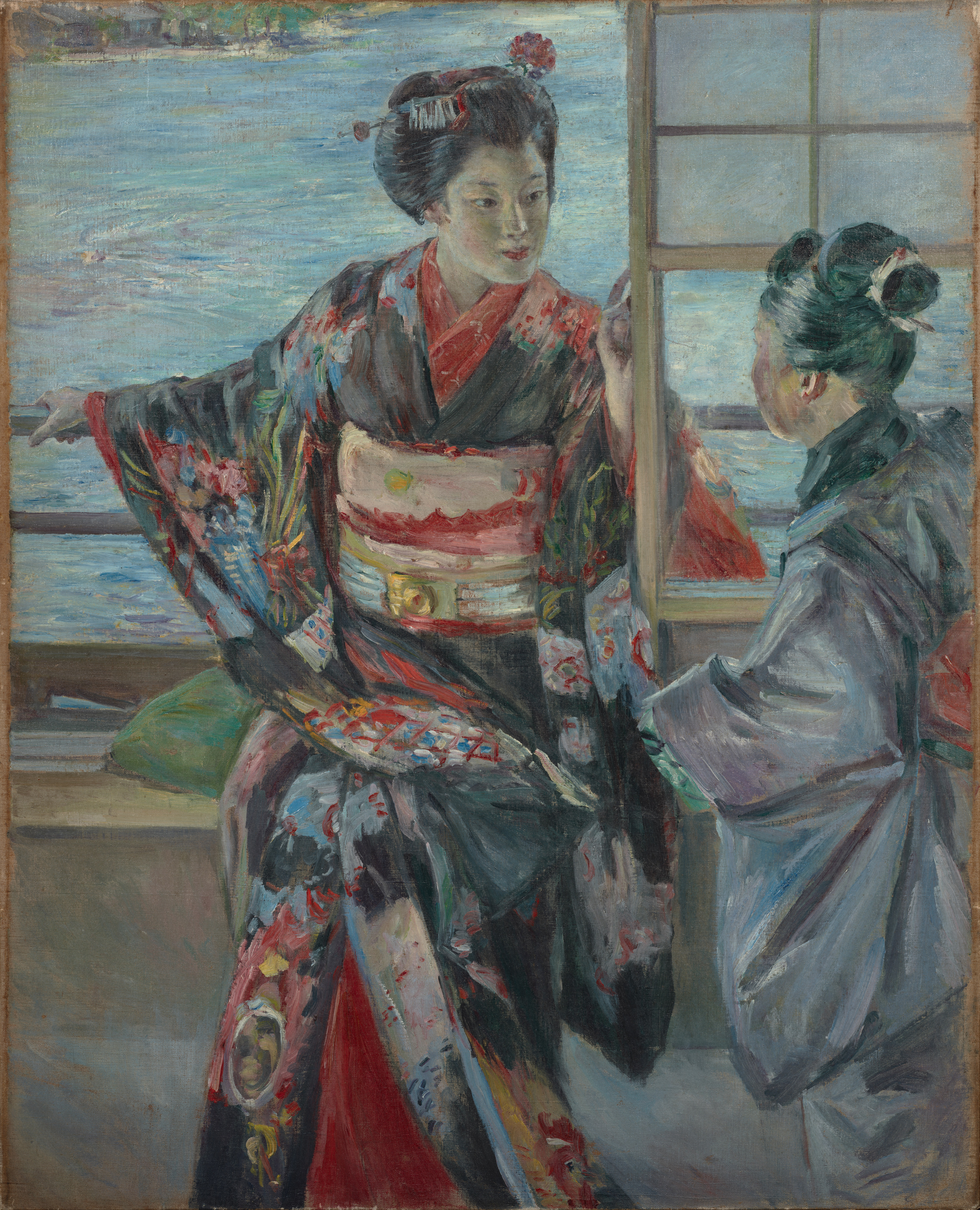
„Maiko“(1893)
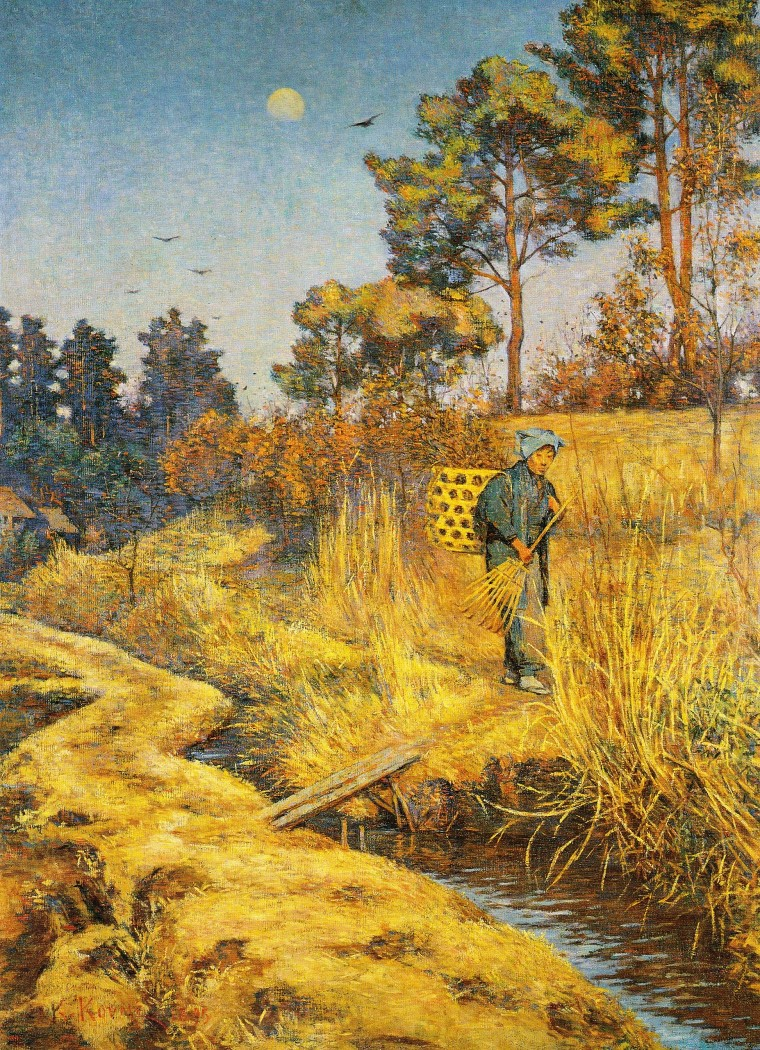
Herbst, 1895
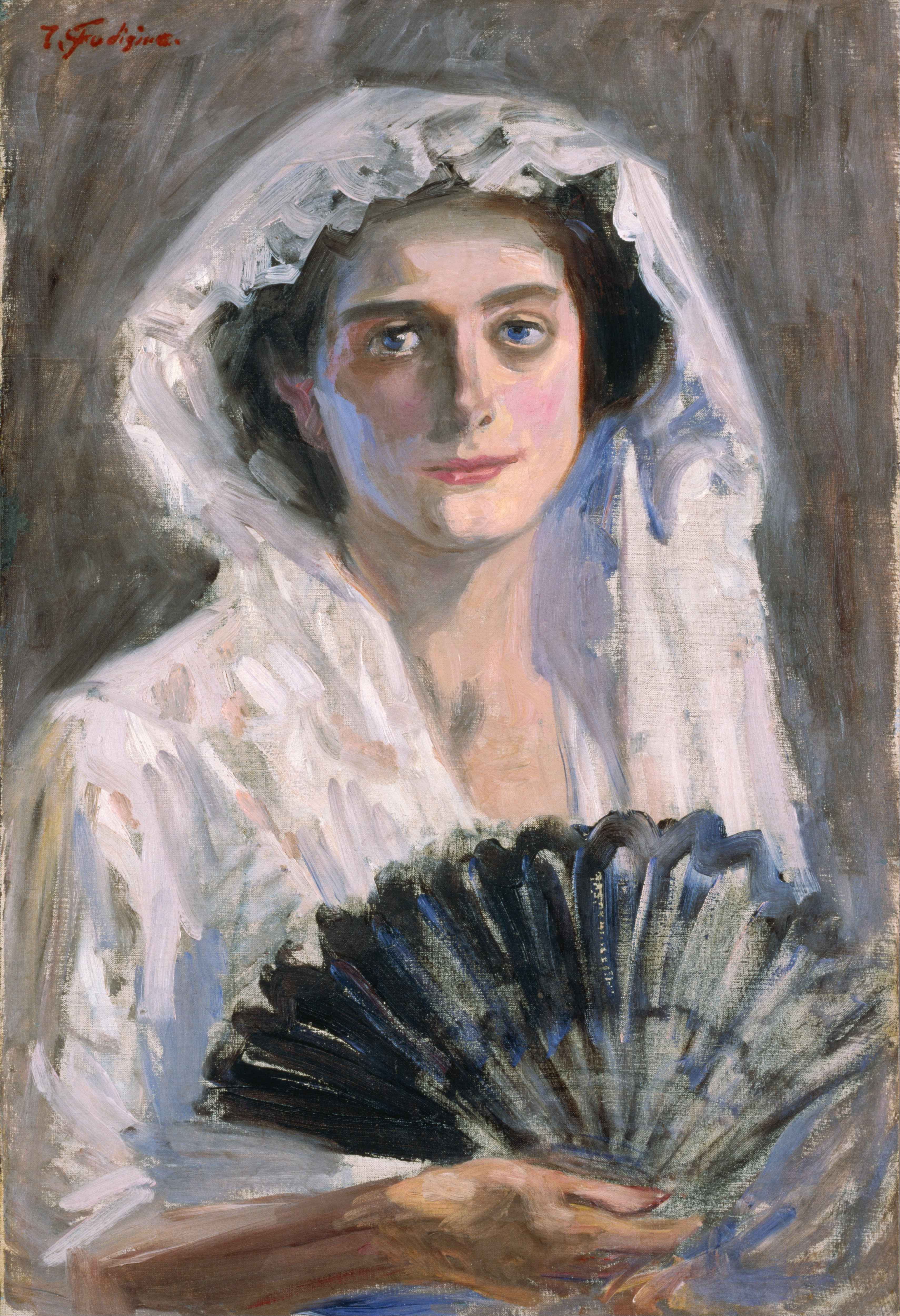
„Schwarzer Fächer“
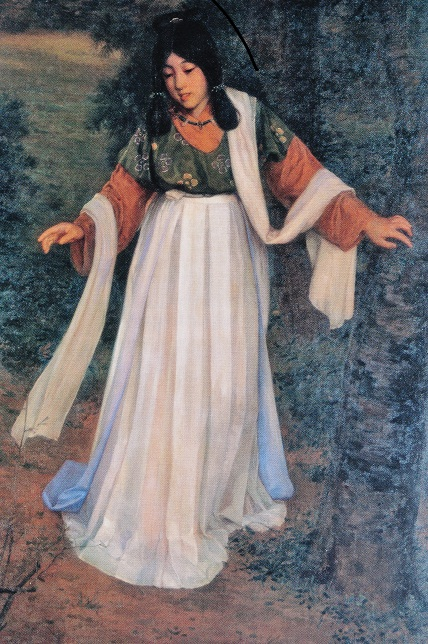
„Prinzessin Soto'ori“, 1905
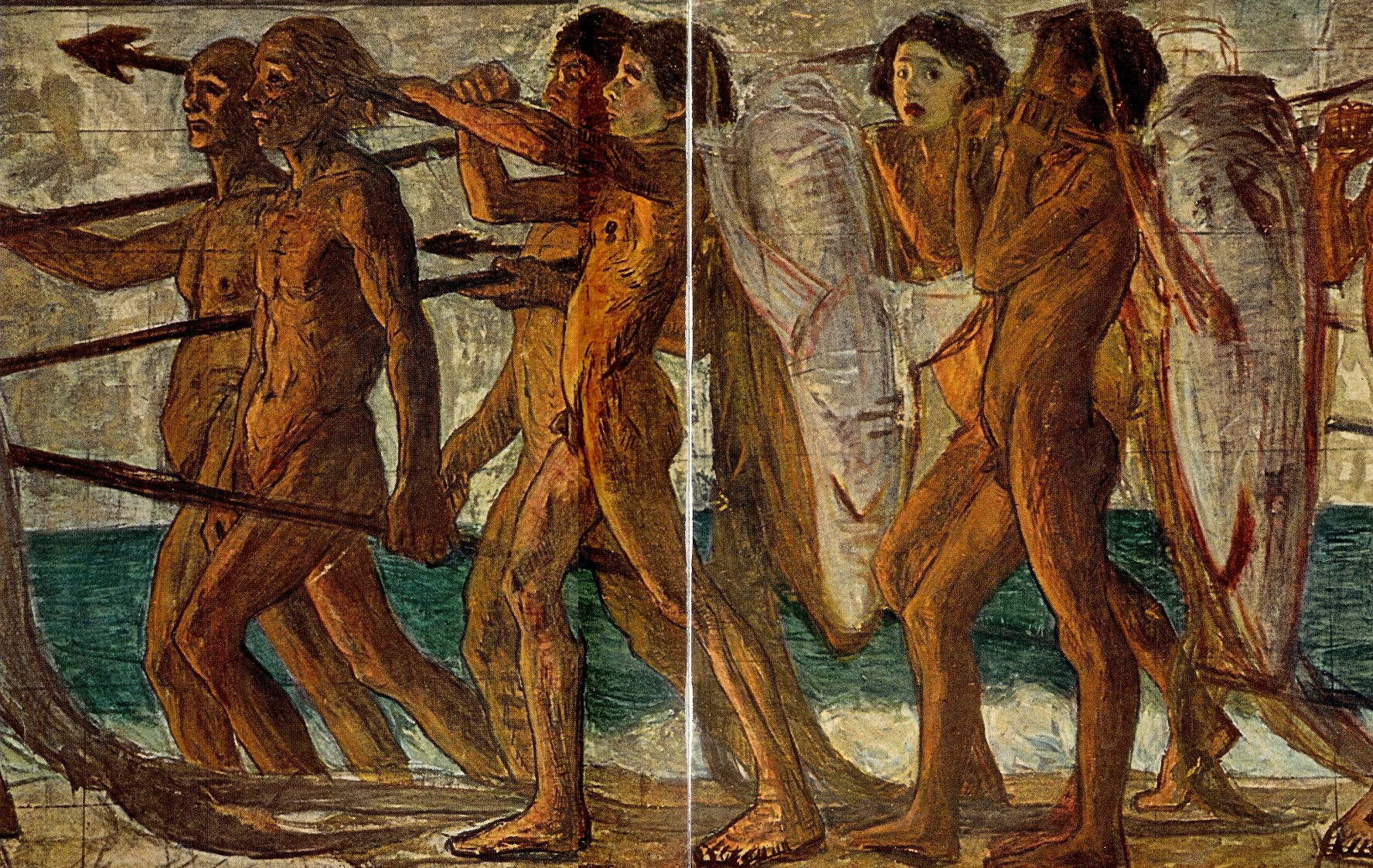
„Harvest of the Sea“ (Ausschnitt)
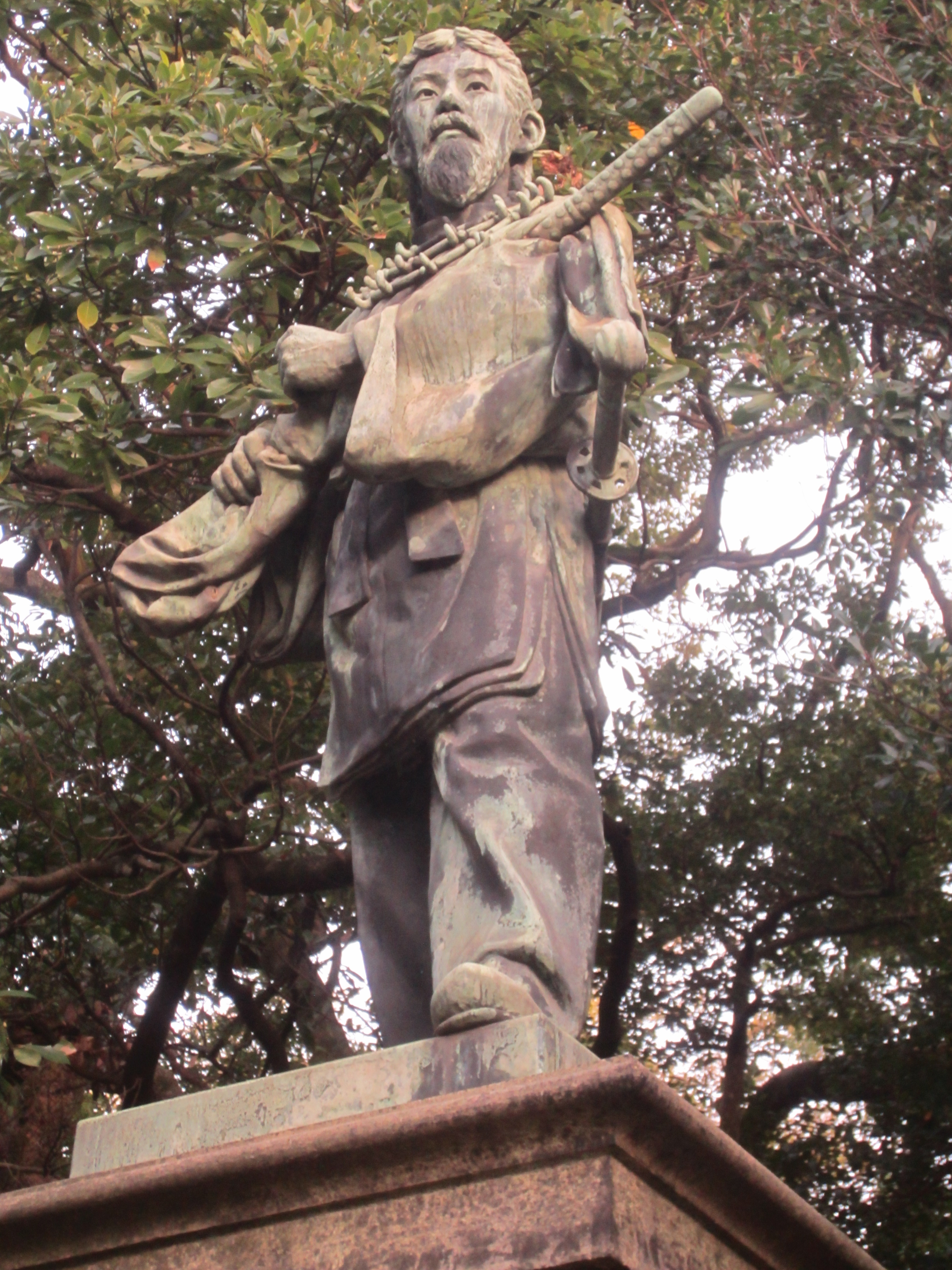
Statue im Hamarikyū-Park
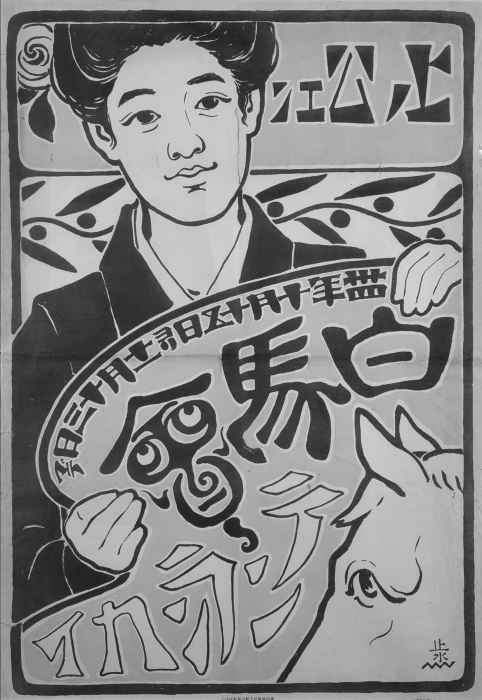
Plakat für die 6. Ausstellung 1901

1. ↑  Yamamoto Hōsui
2. ↑  Kuroda Seiki: „Maiko“ (Geisha-Lehrling) war auf der Ausstellung Japanische Malerei im westlichen Stil 1985 im Museum für Ostasiatische Kunst in Köln zu sehen.
3. ↑  Kume Keiichirō: „Herbst“ war auf der Ausstellung Japanische Malerei im westlichen Stil 1985 im Museum für Ostasiatische Kunst in Köln zu sehen.
4. ↑  Fujishima Takeji
5. ↑  Wada Eisaku
6. ↑  Aoki Shigeru
7. ↑  Sano Akira